# Margarethenhöhe
Die Margarethenhöhe ist ein südlicher Stadtteil der Stadt Essen. Dessen Kern bildet die Siedlung Margarethenhöhe, die als erste deutsche Gartenstadt gilt.
Die 115 Hektar große, von der Margarethe Krupp-Stiftung verwaltete Siedlung gilt als Beispiel für menschenfreundliches Wohnen. Sie verfügt in 935 Gebäuden über 3092 Wohneinheiten. 50 Hektar der Siedlungsfläche sind als unbebaubares Waldland festgelegt.

## Geschichte
Das Gebiet gehört zur Gemarkung Rüttenscheid, die 1905 nach Essen eingemeindet worden war. Die Margarethenhöhe wurde 1906 von Margarethe Krupp anlässlich der Hochzeit ihrer Tochter Bertha gestiftet und ab 1906 bis 1938 von dem Architekten Georg Metzendorf (1874–1934), einem Mitglied des Deutschen Werkbundes, erbaut. Während der Zeit ihrer Errichtung war sie, wie sonst nur die Gartenstadt Dresden-Hellerau, durch einen Regierungserlass von allen Bauvorschriften befreit.
Die ersten Häuser auf der Höhe wurden 1910 fertiggestellt. Zuvor war 1909 der Viadukt über das Borbecker Mühlenbachtal errichtet worden, zur Erschließung und Baustoffversorgung des neuen Geländes und zu seiner Anbindung an die zentralen Siedlungsgebiete Holsterhausen und Rüttenscheid. Der Viadukt führte auch über die 1872 eröffnete Bahnstrecke Mülheim-Heißen–Altendorf (Ruhr) mit dem Personenbahnhof Margarethenhöhe (1946 bis 1965). Das Empfangsgebäude wurde später abgerissen und die Bahntrasse stillgelegt und 1999 durch den Radwanderweg Grugatrasse ersetzt.
1924 erhielt die Margarethenhöhe eine katholische Kirche, die im Zweiten Weltkrieg 1944 zerstört wurde. Die heutige katholische Kirche Heilige Familie wurde 1952 eingeweiht; seit 2008 ist sie Gemeindekirche der Pfarrgemeinde St. Antonius. Das 1924 erbaute Gustav-Adolf-Haus in der Steilen Straße 60a gehört zur Emmaus-Gemeinde im Kirchenkreis Essen der Evangelischen Kirche im Rheinland.
Nach dem Zweiten Weltkrieg wurde die in großen Teilen zerstörte Siedlung in ihrer historischen Form wiederhergestellt. 1948 wurde die Margarethenhöhe ein eigenständiger Stadtteil.
Auf dem noch unbebauten Land südlich der ersten Siedlung entstand 1962 bis 1966 und 1971 bis 1980 die Siedlung Margarethenhöhe II, architektonisch teils minderwertig, und speziell im letzten Bauabschnitt, der auch Hochhäuser umfasste, sozial problematisch. Laut Stiftung setzen diese Häuser „einen deutlichen gestalterischen Kontrast zur alten Margarethenhöhe“. Um die sozialen, technischen und ästhetischen Probleme der Margarethenhöhe II zu beheben, wurde bereits 1987 ein Sanierungsprogramm begonnen, das „die öffentliche Wertschätzung auch der jüngeren Siedlungseinheit der Margarethenhöhe deutlich […] erhöhen“ sollte.
Die Margarethenhöhe I hingegen wurde 1987 unter Denkmalschutz gestellt. Eine vom Ruhr Museum eingerichtete Musterwohnung vergegenwärtigt dem Besucher die ursprüngliche Gestaltung der Wohneinheiten und soll ihm „die wohnkulturelle Bedeutung des Denkmals Margarethenhöhe mit ihren variablen Typengrundrissen auch aus der Innenperspektive sichtbar werden“ lassen.
Zeitweise existierte auf der Margarethenhöhe auch eine kleine Künstlerkolonie, deren bedeutendster Gast der Fotograf Albert Renger-Patzsch war. Diese Kolonie wurde in den 1930er Jahren aufgelöst, nur die Keramikwerkstatt Margarethenhöhe existiert noch. Sie ist nach 1933 in die Zeche Zollverein umgezogen, wo die damalige Gelsenkirchener Bergwerksverein A.G. auf einem Zechengelände Räume zur Verfügung stellte.
Der Heimatforscher Hugo Rieth (1922–2006) war Chronist der Gartenstadt Margarethenhöhe. Seine Veröffentlichungen in Zeitungen und Jahrbüchern belegen seine fundierten historischen Sachkenntnisse, für die ihm zu seinen Lebzeiten Ehrungen zuteilwurden, so unter anderem der Rheinlandtaler und das Bundesverdienstkreuz. Hugo Rieth verfügte über eine umfangreiche Bibliothek mit Dokumenten, Aufzeichnungen und weiteren historisch bedeutungsvollen Belegen, sowie eine umfangreiche Fotosammlung, die heute im Stadtarchiv Essen, der Bürgerschaft Margarethenhöhe und im Essener Luftfahrtarchiv liegt.

## Wappen

Wappen der Margarethenhöhe

Blasonierung: „In Grün eine vierzinnige goldene (gelbe) Bogenmauer; darüber zwei balkenweise silberne (weiße) Margeritenblüten mit goldener (gelber) Butze und darunter im Schildfuß eine Margeritenblüte.“
Das Wappen wurde von Kurt Schweder entworfen und hatte nie offiziellen Charakter. Ende der 1980er Jahre schuf der Heraldiker für alle Essener Stadtteile Wappen. Sie sind inzwischen von der Essener Bevölkerung gut angenommen worden.
Das Wappen ist ein sogenanntes Redendes Wappen; die Margeriten spielen auf den Namen der Stifterin Margarethe Krupp an. Die Zinnenmauer erinnert an die ehemalige Wehranlage Sommerburg sowie die zum Stadtteil führende Brücke über das Mühlenbachtal und die ehemalige Bahnstrecke Mülheim-Heißen–Altendorf an der Sommerburgstraße.

## Charakter

### Bevölkerung
Am 31. März 2025 lebten 7.025 Einwohner in Margarethenhöhe.
Strukturdaten der Bevölkerung in Margarethenhöhe (Stand: 31. März 2025):
- Bevölkerungsanteil der unter 18-Jährigen: 15,5 % (Essener Durchschnitt: 16,9 %)[16]
- Bevölkerungsanteil der mindestens 65-Jährigen: 28,2 % (Essener Durchschnitt: 21,7 %)[17]
- Ausländeranteil: 6,5 % (Essener Durchschnitt: 20,6 %)[18]

### Verkehrsanbindung
Historisch liegt die Margarethenhöhe an der Bahnstrecke Mülheim-Heißen–Altendorf, über die nunmehr ein Radwanderweg geführt wird. Dort befand sich seit 1946 für den Personenverkehr der Haltepunkt Essen-Margarethenhöhe unterhalb der Straßenbrücke der Sommerburgstraße.
Heute ist Margarethenhöhe südlicher Endpunkt der Linie U17 der Stadtbahn Essen. Hier besteht Anschluss zur Buslinie 169. Betrieben werden beide Verbindungen von der Ruhrbahn, die Buslinie in Kooperation mit der Rheinbahn.
| Linie | Linienverlauf | Takt (Mo–Fr) |
| ----- | --- | ------------ |
|       | E-Altenessen, U Karlsplatz – U Altenessen Mitte – U Kaiser-Wilhelm-Park – U Altenessen Bf – U Bäuminghausstraße – U Bamlerstraße – U Universität Essen – U Berliner Platz – U Hirschlandplatz – U Essen Hbf – U Bismarckplatz – U Planckstraße – Gemarkenplatz – Holsterhauser Platz (Klinikum) – Halbe Höhe – Laubenweg – E-Margarethenhöhe | 10 min       |
| 169   | Essen-Margarethenhöhe – Friedhof Bredeney – Bredeney – Werden – Werdener Markt – Heidhausen – Essen, Grenze Heidhausen – Velbert-Losenburg Kettwiger Str. – Velbert Unterstadt – Velbert ZOB | 20 min       |

Täglich fährt tagsüber im Stundentakt ein Bürgerbus vom Alfried Krupp Krankenhaus nach Haarzopf. Der VRR-Tarif gilt hier nicht.
Über die Doppelanschlussstelle 27/28 Essen-Haarzopf/Essen-Rüttenscheid der Bundesautobahn 52 ist die Margarethenhöhe an das Bundesfernstraßennetz angebunden.

## Varia
Die architektonische Einheitlichkeit der Siedlung geht auf einen Trick zur Kostenersparnis zurück: Zwar sollten nicht alle Häuser identisch aussehen, aber jedes Gebäude einzeln zu konzipieren hätte den finanziellen Rahmen gesprengt. Daher entwarf Metzendorf einen Satz von Elementen, die immer wieder neu kombiniert wurden. Dadurch weichen die Häuser zwar alle voneinander ab, bleiben aber stilistisch geschlossen.
Seit ihrer Gründung und bis in die Gegenwart wird die Margarethenhöhe von der „Margarethe Krupp-Stiftung für Wohnungsfürsorge“ geführt. Obgleich der von ihr zu verwaltende Wohnraum eigentlich den „minderbemittelten Klassen“ zugedacht war, hat sich vor allem die Margarethenhöhe I bis heute in eine bürgerliche Wohngegend verwandelt. In der Stadt wird dies vielfach auf einen siedlungsinternen Klüngel zurückgeführt, der nepotistisch vor allem eigene Familienmitglieder bevorzuge. Auf der Margarethenhöhe gibt es heute neben zahlreichen kleineren Geschäften des täglichen Bedarfs auch eine Grundschule, eine Ballett- und Musikschule, drei Kindergärten sowie eine Eisdiele.
Der Schatzgräberbrunnen wurde von Georg Metzendorf entworfen und von Joseph Enseling gestaltet. Er wurde am 20. Juli 1912 durch Oberbürgermeister Wilhelm Holle eingeweiht und war von der Stadt Essen als Dank für die Stiftung der Margarethenhöhe auf dem Marktplatz errichtet worden. Der Brunnen trägt die Inschrift: Grabt Schätze nicht mit Spaten/Sucht sie in edlen Taten! Dieser Spruch bezieht sich einmal auf die mündlich überlieferte Sommerburg-Sage oder Schatzgräbersage, soll aber auch daran erinnern, dass es eine edle Tat von Margarethe Krupp war, der Stadt Essen und ihren Bürgern die Siedlung Margarethenhöhe zu stiften. Die Putte auf dem Brunnenkopf hält einen Spaten und eine Spindel in ihren Händen, welche Symbole der Sommerburgsage sind.

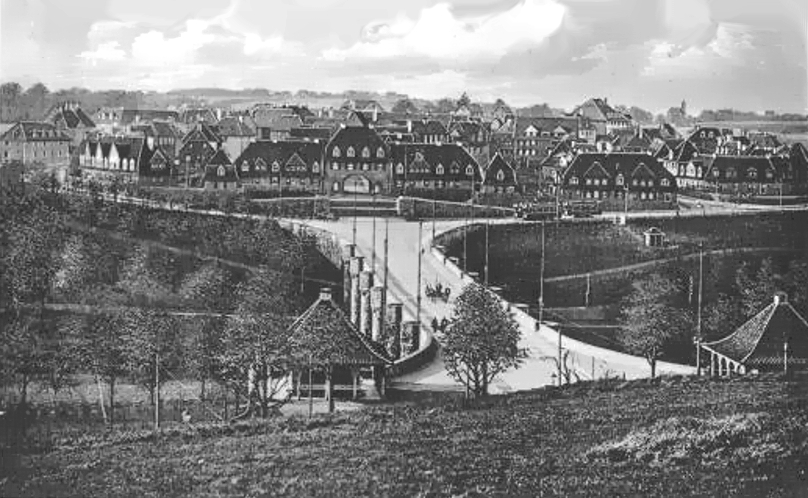
Ansicht um 1910
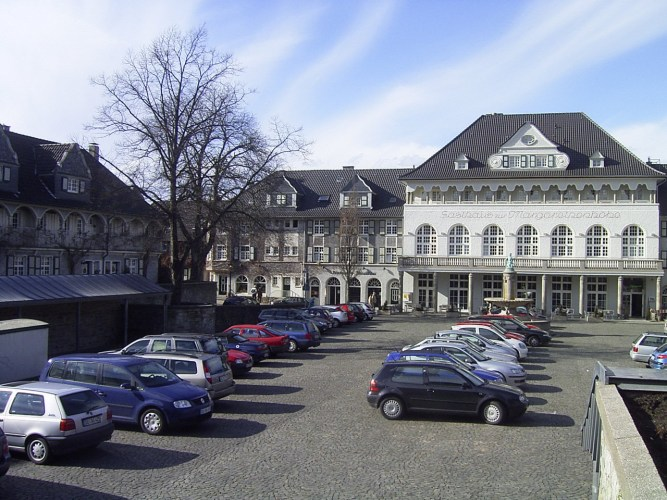
Markt der Margarethenhöhe I
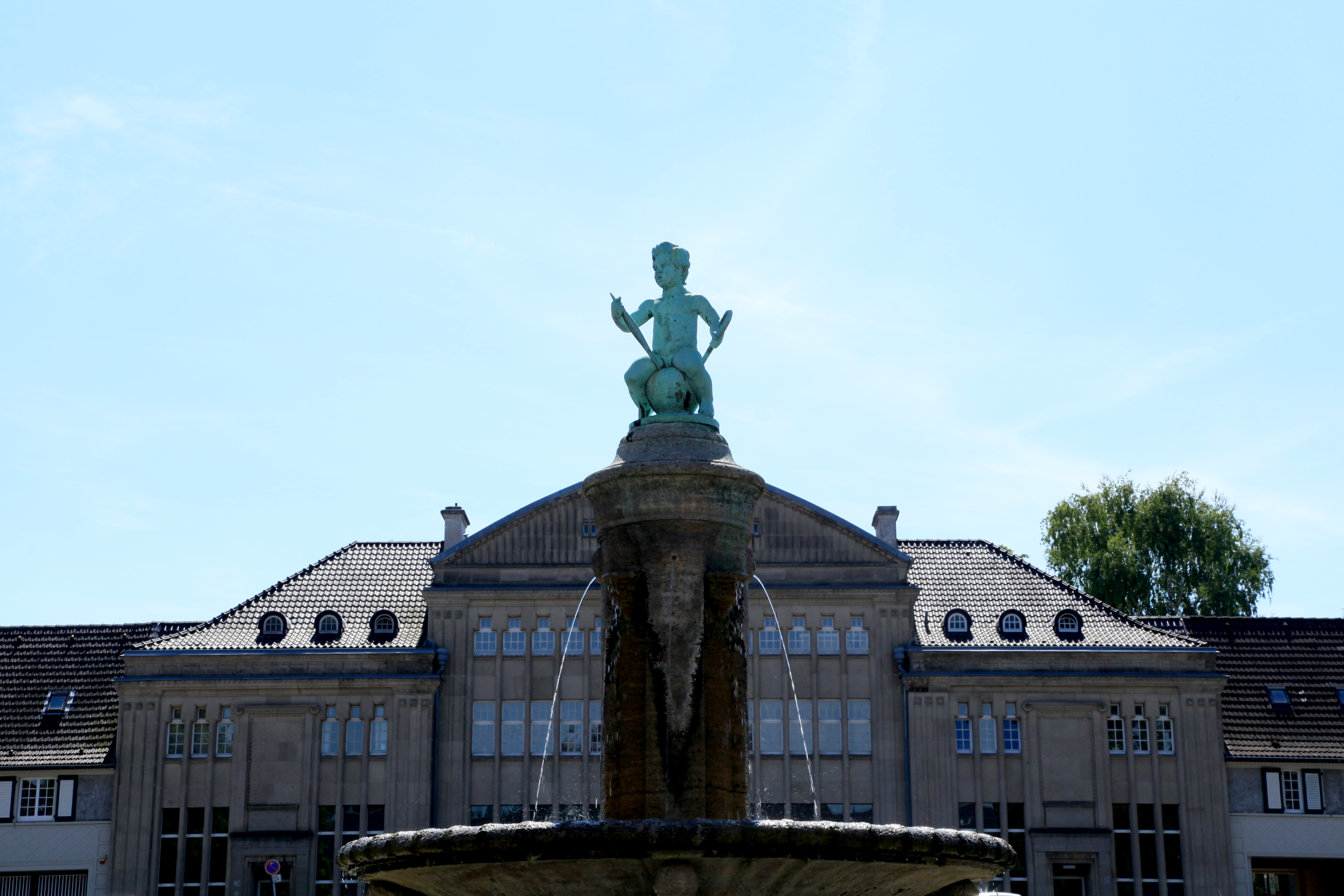
Schatzgräberbrunnen
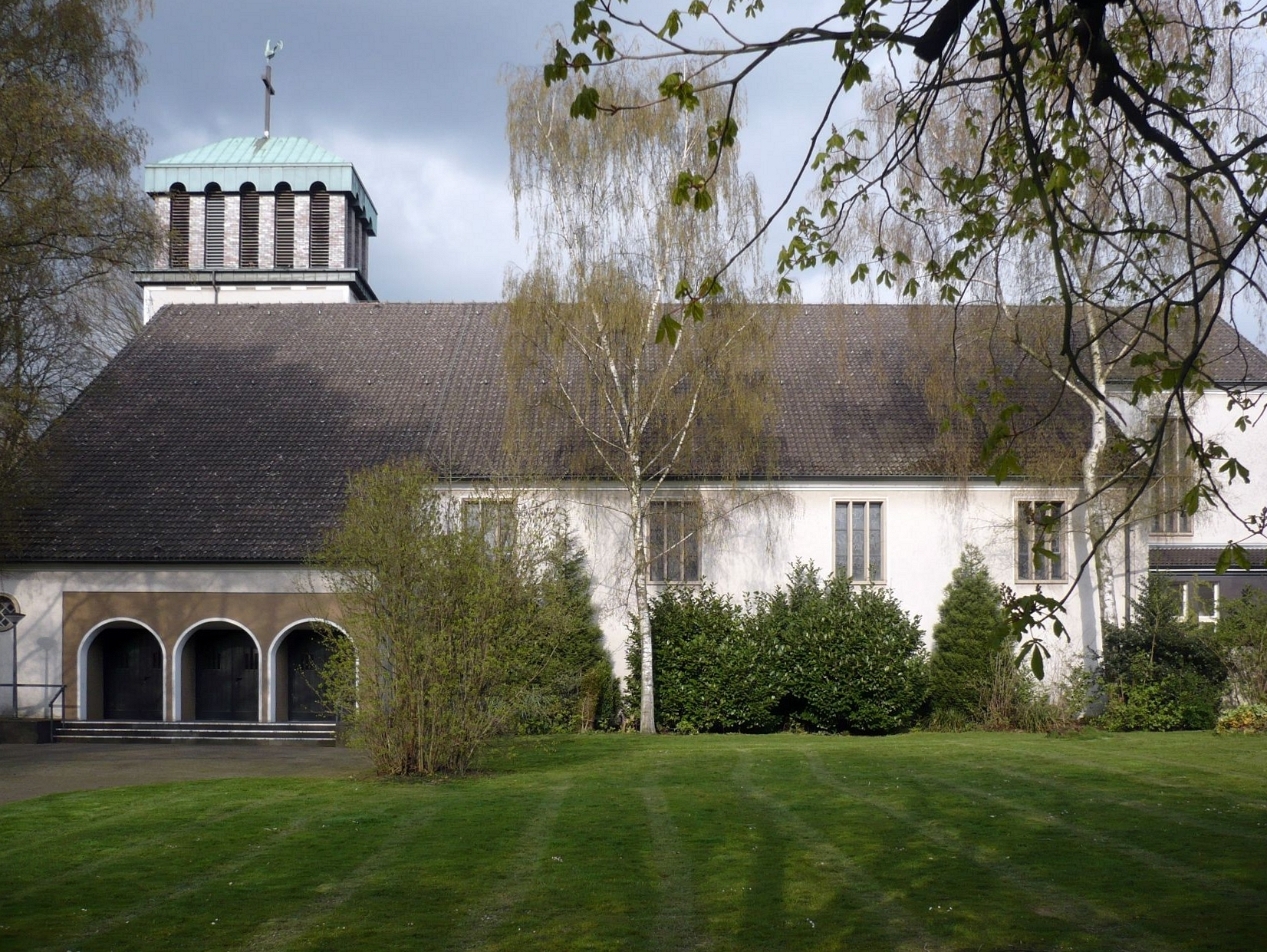
Kirche Heilige Familie
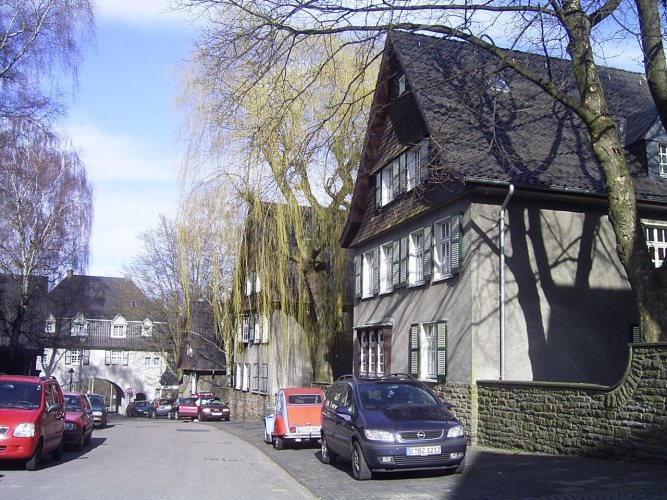
Steile Straße
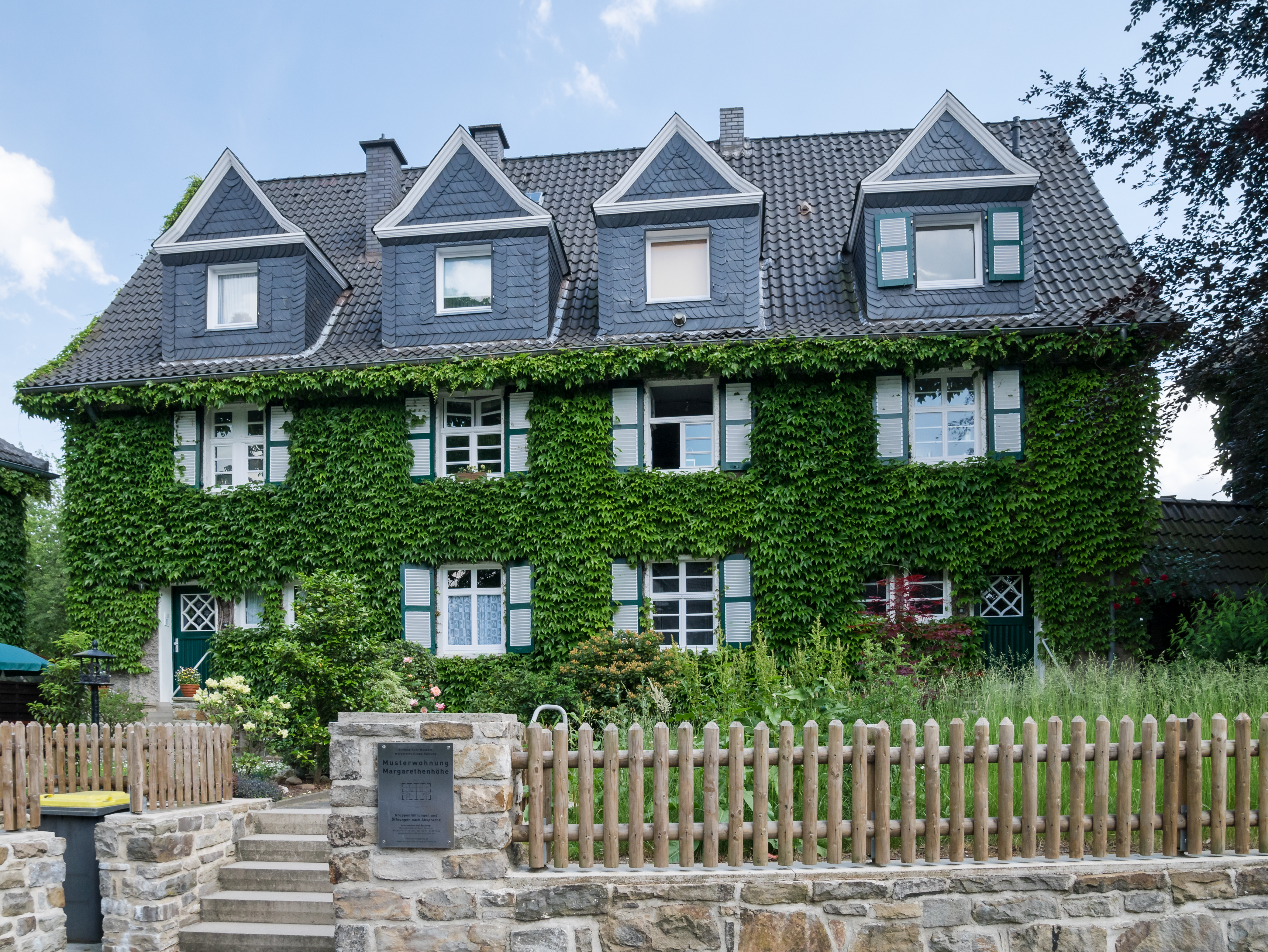
Musterwohnung in der Stensstraße

In den Akten des Stadtarchivs Leipzig befindet sich ein Brief von Margarethe Krupp aus dem Jahr 1905. Darin bat sie, ihr Informationsmaterial zur Meyerschen Stiftung in Leipzig zuzusenden, was wunschgemäß geschah. Ein Jahr später gründete sie die Margarethe-Krupp-Stiftung in Essen, die mit 3.100 Wohnungen und 60 Gewerbeflächen die bis heute größte Wohnungsstiftung Deutschlands ist.